# ریتا وب
ریتا وب (انگلیسی: Rita Webb؛ ۲۵ فوریهٔ ۱۹۰۴ – ۳۰ اوت ۱۹۸۱) یک هنرپیشه اهل بریتانیا بود.

## فیلم‌شناسی
- جنون (فیلم ۱۹۷۲) (۱۹۷۲)
- سگ باسکرویل (۱۹۷۸)
- انتقام پلنگ صورتی (۱۹۷۸)
- زهر (۱۹۸۱)